# 妙蛙種子
妙蛙種子（日語：フシギダネ，粵語譯名：奇異種子））是《精靈寶可夢》系列裡1025種寶可夢其中之一。

## 特徵
妙蛙種子為草屬性及毒屬性的種子寶可夢，有如青蛙般的身體上背著大顆充滿營養的種子，與種子是共生關係。這顆種子從出生時開始種植，出生後暫時由種子中獲取養分成長。成為妙蛙草後由中生長出草，成為妙蛙花後開花。
身體顏色主要由青色及綠色組成。

## 遊戲
初次登場於《寶可夢 紅／綠》，為『紅／綠／藍』和『寶可夢 火紅／葉綠』中最初拿到的宝可梦之一（妙蛙種子、小火龍、傑尼龜）。等級达到16級可進化成妙蛙草。全國圖鑑及關都圖鑑中編號為001，是位於最前面的寶可夢。
代表技能為寄生種子（やどりぎのタネ）及藤鞭（つるのムチ），特性為茂盛或叶绿素。

## 動畫
宝可梦动画第一集中，妙蛙種子為關都地區（カントー）中，給新人訓練家的三隻神奇寶貝之一。第十集主角小智從一個民間的護士取得，個性負責、擅於領導、頑固。在第51集中，小智的妙蛙種子已經有進化的條件，但牠與皮卡丘一樣不願意進化，這亦讓牠早一點學會日光束（亦稱陽光烈焰）。目前於大木博士研究所中維持寶可夢間的和平。
豐緣聯盟篇的女主角小遙亦有一隻，牠額頭上有個心形斑紋，也在大木博士研究所中。進化成妙蛙花。
太陽月亮篇，小智曾回到關都地區校外教學見到妙蛙種子。

## 漫画
在一个基于游戏红·绿改编的漫画神奇寶貝特別篇中，主角小智从大木博士那里拿到一只妙蛙种子，并起昵称叫“妙蛙”。在第15章“VS卡咪龟”中，它在对战猴怪后进化成妙蛙草。

## 電影
2019年電影《POKÉMON 名偵探皮卡丘》中，一只妙蛙種子幫忙主角找到治療皮卡丘的地方。